# La polizia ordina: sparate a vista
La polizia ordina: sparate a vista è un film italo-turco del 1976 diretto da Giulio Giuseppe Negri (con lo pseudonimo di Jerry Mason).

## Trama
Larry Foster, giornalista e ex poliziotto americano è stato costretto da alcuni criminali per partecipare ad un furto che viene coinvolto un prezioso artefatto.

## Produzione
Il film è stato girato interamente a Istanbul, in Turchia.